# Cerberiopsis obtusifolia
Cerberiopsis obtusifolia là một loài thực vật có hoa trong họ La bố ma. Loài này được (Van Heurck & Müll.Arg.) Boiteau mô tả khoa học đầu tiên năm 1981.